# 孟岳
孟岳（？—？），益州建寧郡（郡治今雲南省曲靖市）人，為交趾太守楊稷部下。西晉泰始七年（孫吳建衡三年，即西元271年）春，吳末帝孫皓派大都督薛珝、交州刺史陶璜會同扶嚴夷軍共十萬大軍攻打楊稷，楊稷遣大將毛炅及孟岳出兵抵禦之。晉吳二軍對陣於封溪，結果毛炅、孟岳等人戰敗，毛炅等「僅以身還」退回交趾固守。